# 마법천자문의 등장인물 목록
다음은 마법천자문의 등장 인물 목록이다.

## 옥황계

### 보리 선원

#### 손오공
- 등장: 1권
- 소개: 마법천자문의 주인공. 초창기엔 아무에게나 반말을 사용하거나 제멋대로 혹은 덤벙대는 모습 혹은 저팔계에 버금가는 다혈질적인 모습을 보이기도 했다.

세상의 모든 맑은 정기가 흐르는 화과산의 인(人) 바위에서 태어났고, 태어나자마자 눈에서 광선을 쏴 옥황상제의 엉덩이를 찔렀다. 이후 화과산의 두목이었던 몽킹을 쓰러뜨리고, 자신이 원숭이 무리의 새 두목이 되었다. 그러던 어느 날, 자신의 원숭이 무리들이 나무 열매 문제로 보리도사와 옥동자와 다투었다. 그때 손오공은 처음으로 한자마법을 보게 되었고, 한자마법을 쓰는 보리도사를 스승으로 삼고 싶어했다. 이후 손오공은 존댓말을 쓰는 조건으로 제자가 되었으며, 화과산을 떠나 도술섬의 보리선원으로 간다. 한자마법도 배우고, 보리도사가 준 부적으로 근두운도 잡아 얻는다. 도술섬에 가는 길에 우연히 삼장과 마주쳤는데, 삼장이 마음에 들었던 손오공은 마법으로 만든 금을 보여준다. 하지만 삼장은 마법으로 사람을 속였다면서 뺨을 때린다. 초석과 마법천자문이 모여 3000년 전 봉인되었던 대마왕이 부활했을 때는 오공이 마귀 마(魔) 마법에 걸려 악마가 될 뻔했지만, 삼장이 대신 대(代) 마법으로 자신을 희생해서 오공을 구해냈다. 21권에서는 대마왕이 봉인되고 진현인이 죽자 슬퍼하고 아무것도 먹지 않는다. 그 후 22권에서 도술섬 건축대회에서 검은마왕이 삼장을 납치해 가자, 초고속(超高速) 고급 마법을 쓰며 검은마왕을 따라간다. 하지만 검은마왕의 사자성어 혼비백산 (魂飛魄散) 마법 때문에 고생한다. 검은마왕을 쫓아 광명계로 넘어가고, 이후 삼장을 되찾기 위해 고군분투 하지만 결국 암흑상제의 계략으로 암흑상제는 삼장의 몸으로 부활하게 되었다. 그러자 손오공은 암흑상제를 따라다니며 암흑상제의 육체를 찾겠다고 한다. 현재, 3부가 시작되어 금고아를 벗었다. 참고로 손오공은 광명상제의 후손이며 마음속에 어둠이 없다.</ref>

#### 옥동자
- 등장: 1권
- 소개: 보리도사의 제자이자 손오공의 친구. 매번 허당인 모습을 보인다. 하지만 4-5권에서 시간 마법을 구사하고 손오공에게 친구를 믿으라고 말하는 멋진 모습도 보여줬다. 2부에서 손오공과 함께 검은마왕을 쫓지만 온갖 고생을 한다. 삼장을 짝사랑하며, 예쁜 여자를 밝힌다.

#### 맥주병
- 등장: 1권
- 소개: 자신이 꽃미남이라고 하는 왕자병 3단계 환자. 삼장을 좋아하며[4] 변신마법을 할 줄 알지만 제대로 할 줄 모른다. 배경이 옥황계에서 광명계로 넘어가며 나오지 않는다. 6권에서 노래를 같이 부른 사람은 끼로로, 즉 전설의 마수다. 동자는 끼로로가 끼로로 끼로로 거리지 않고 있어서 엄청 놀랐다.

### 쌀선원

#### 삼장
- 등장: 1권
- 소개: 마법천자문 시리즈의 여주인공이자 손오공의 친구이다. 정의와 의리를 중요시하고[5] 마법실력도 뛰어나다. 항상 손오공을 걱정해 준다. 도술섬 건축대회에서 검은마왕에게 납치를 당한다. 이후 암흑상제에게 육체를 빼앗기지만 암흑상제가 깊은 잠에 빠져들자 다시 돌아온다. 하지만 평소에 암흑상제를 몰아내고 자신이 1인자가 되고 싶었던 오만군단장에 의해 죽을 위기에 처했지만 화룡, 호킹, 노야, 여의필의 전력투구 (全力投球) 마법으로 구해진다. 흑룡을 만나 암흑상제의 심연에 들어가고, 암흑상제의 마음 속 어린이 모습으로 깊이 봉인된 순수한 악에 의해 위기에 처하지만, 암흑상제의 마지막 선함에 봉인해제 마법을 걸어 광명상제에게 걸린 봉인을 푼다. 대지여신의 후예이다.

### 불도자
쌀선원의 번개탄. 불 화(火)같은 화끈한 마법만
좋아하며 열정 넘치는 의리남이다. 어른으로 추정된다. 1권과 5권, 22권에서만 등장했다.

### 오곡도사

#### 보리도사
- 소개: 힘이 천하장사이며 손오공의 스승. 현재 손오공의 행방을 걱정하여 밥도 먹지 않고 있다.

#### 쌀도사
- 소개: 마법력이 강하며 삼장의 스승. 현재 삼장을 걱정하여 밥도 먹지 않으며 걱정하다 속죄의 저울에서 속죄를 종료하고 삼장을 찾으러 나선다.

#### 콩도사
- 소개: 콩선원에 산다. 삼장과 손오공 걱정은 뒷전이며 밥을 중요시해 쌀도사에게 쓴 소리를 많이 듣는다.

#### 기장도사
- 소개: 어둠의 땅에 있는 기장선원에 살며 토생원의 스승이다. 마정석을 연구하며 삼장과 손오공 걱정을 하지만 쌀도사의 눈치를 보며 식사는 꼬박꼬박한다.

#### 조도사
- 소개: 미모를 중요시한다. 삼장과 손오공 걱정은 뒷전이며 자신의 외모를 가꾸고 있다. 어여쁜 외모가 사실은 아름다울 미(美) 마법으로 만든 것이라고 한다[6].

### 하늘나라

#### 옥황상제
- 소개: 옥황계를 다스리는 하늘의 신. 3권에서 첫 등장했으며, 1부 옥황계편이 끝나고 화만 내는 역할로 등장. 하지만 얼마 후 신의 이야기가 중심 주제가 되어 갑자기 존재감이 상승했다. 광명계를 대신 다스리고 있다. 암흑군단과 전투를 하던 도중 광명상제를 만났지만 의견이 맞지 않아 싸우게 됐다.

결국 옥황상제는 홍경(杜鵑)마법으로 광명상제를 죽여버리곤 신의 자리를 박탈 당했다.

#### 샤오공주
- 소개: 4권에서 첫 등장. 샤오도 1부 옥황계편이 끝나고 존재감이 없다가 이랑, 호킹과 마법천자문을 조사하러 광명계로 간다. 하늘나라 공주이다.천세태자의 동생. 온화천황, 자비왕후의 장녀이자 둘째자식. 여의필에 갇힌 미현인(美賢人)의 제자. 자비왕후, 온화천황, 천세태자와 달리 칭호가 없다.

#### 천세태자
- 소개: 첫 등장에서 대마왕에게 악마화 당한 혼세마왕이라는[7] 하늘나라 왕자로 나온다. 혼세마왕은 하늘나라에 있는 도서관에서 자신이 천세태자 인 것을 알게 되고 얼마 뒤 난세 대장군이라는 아군으로 재등장하고 대마왕에게 지배당한 아차아에게서부터 샤오를 구해준다. 세상의 중심에서 있던 전투에서 큰 활약을 한다. 광명계편에서부터는 아예 천세태자라는 이름으로 나온다. 아버지인 온화천왕, 어머니인 자비왕후를 검은마왕, 불멸대왕으로 만든 암흑상제의 복수를 위해 암흑상제의 육체를 없애버리기 위해 신의 관문을 통과하였고 그 때 마침 손오공과 삼장이 신의 관문을 암흑경을 타고 들어온다. 샤오의 오빠이다.

#### 이랑
- 소개: 前 하늘나라 대장군 現 삼장의 마법천자문 조사 동반자이다. 거짓말을 한 죄[8]로 대장군의 자리에서 박탈당했다. 남 몰래 천세태자를 좋아한다.

#### 화룡
- 소개: 1부 옥황계편에서는 가면을 쓴 정체불명의 탐욕마왕으로 나왔다. 하지만 세상의 중심 전투가 끝난 2부 광명계편에서는 기억을 잃은 사람으로 나왔다.화룡은 온화천왕이 자비왕후가 독에 걸린 것을 해독하려고 암흑계에 갔을 때 호위병으로 함께 갔다. 하지만 신의 힘이 깃들지 않아 악의 힘에 점점 지쳐가다 온화천왕, 자비왕후의 비명소리를 듣고 천왕보검을 꺼내다 암흑사자에게 추방당하고 천왕보검은 온화천왕의 쉼터에 잠들려고 하지만 화룡이 어떻게든 꺼내려고 했기 때문에 검집만 빼고 천왕보검만 가져왔다. 옥황상제에게 추방당하고 가면을 쓰고 있다 얼마 후 대마왕이 나타나자 대마왕의 부하가 되었다. 흑화하고 나서는 탐욕마왕이 되었다.[9]
- 하얀 선물 편도 등장한다

#### 온화천왕
- 소개: 옥황상제의 아들이자 천세태자와 샤오의 아버지, 자비왕후의 남편으로 미스터 맵의 스승이다. 광명계에 마법천자문을 조사하러 갔다가 자비왕후가 독에 중독되는 바람에 암흑계의 암흑상제의 만이 해결할 수 있다는 것을 알게되어 암흑계에 갔다가 암흑상제가 검은마왕으로 만들었다. 나중에는 기억을 되찾는다.

#### 자비왕후
- 소개: 온화천왕의 부인, 옥황상제의 며느리. 샤오, 천새태자의 어머니이다. 온화천왕과 광명계에서 마법천자문을 연구하던 도중 독에 중독되어 암흑계에 갔다가 불멸대왕이 되었다.

### 지옥

#### 염라대왕
- 소개: 지옥의 왕이자 아차아의 아버지. 천세태자에게 지옥검술을 가르친 스승님이다. 생사부를 관리한다.

#### 아차아
- 소개: 現하늘나라 대장군. 대마왕에게 번번히 진다. 결국 악마화가 되었다. 하지만 돌아왔다. 현재는 천세태자를 돕는중이다. 용세와 함정에 빠졌다.

### 용궁

#### 용왕
- 소개: 바다를 다스리는 왕. 요즘은 별로 존재감이 없다.

그래도 세상의 중심전투에서 파도를 이끌고 염라대왕을 구하고 용킹을 데려오는등 옥황계편에서 많은 비중이 없지 않아 있고 활약도 했다

#### 용세태자
- 소개: 용왕의 아들. 샤오를 좋아한다. 현재는 천세태자를 돕고 있다. 아차아와 함께 암흑병사들에게 잡혀 질투마녀에게 고문을 받다가 교만지왕의 책략으로 인해 질투마녀, 아차아와 함께 요괴들의 먹이창고로 떨어진다. 왕자이지만 왕자병이 심하다. 물을 맞으면 잘 생기게 보인다(용왕의 아들이여서 그런 걸로 추정된다).

#### 여의필(미현인)
- 소개: 용궁에서 3000년 동안 봉인되어 있었는데, 손오공의 간절한 마음으로 인해 잠에서 깨어난다. 정체는 미현인으로, 마법천자문과 마법천자패를 만든 장본인이다. 사뿐사뿐 조용히편도 손오공과 여의필 도 등장한다

### 십이신마[10]

#### 서생원
- 소개: 생쥐의 왕. 겁쟁이이며 호킹과 용킹을 무서워한다. 초반에는 강략하고 간사하게 표현됐었다. 본래 서생원이라는 이름은 거대한 쥐라는 뜻. 손오공 여의필 와 함께 흰구름 도 등장한다

#### 우운장
- 소개: 소족의 왕.마초킹과 같이 처음 등장했다.마찬가지로 21권 이후로는 나오지 않는다.

#### 호킹
- 소개: 호랑이 족의 왕. 대마왕에게 저항하다가 토생원의 배신으로 율법의 사슬에 묶여 고문당한다. 주먹 권(拳) 마법으로 손오공을 쓰러뜨린 실력자이다.

#### 토생원
- 소개: 토끼족의 왕. 기장도사의 제자이다. 할아버지의 복수를 원해 나쁜 십이신마였지만 기장도사, 손오공을 만나면서 착해진다

#### 용킹
- 소개: 용족의 왕. 마찬가지로 호킹과 함께 대마왕에게 저항했으며 바다에 빠져 죽지만 선현인에게 다시 살아나 용궁으로 보내진다. 미래를 예측하는 힘이 있다.

#### 이무퀸
- 소개: 뱀족의 여왕. 호킹을 좋아했지만 호킹에게 남자로 착각당하여 프로포즈를 차이고 만다.

#### 마초킹
- 소개: 말족의 왕.우운장과 같이 처음 등장했다.21권 이후로 나오지 않는다.

#### 울 100세
- 소개: 양족의 왕. 친척으로 울렁세가 있다. 흰색 양이다.

가족은 울코트(흑심마왕)이다.

#### 몽킹
- 소개: 전 원숭이의 왕이다. 손오공에게 복수하고자 복수심을 키워 한자마경을 마구마구 먹어치우고 괴물이 되었지만 강해진 손오공에게 패하고 만다.십이신마 후보이다.

#### 켄터킹
- 소개: 닭족의 왕. 토생원에게 배신을 당했다.

#### 킹도그 (견공)
- 소개: 개족의 왕. 부인이 있고 아들은 견우이다.미현인과 함께 마법천자패를 만들었다. 기계를 잘 만든다.

#### 돈킹
- 소개: 돼지족의 왕.근육질 몸매의 돼지이며 먹는 것을 별로 좋아하지 않는다.

## 광명계

### 광명계의 신

#### 광명상제
- 소개: 광명계를 다스리는 빛의 신. 어느 날 암흑경을 타고 들어온 암흑상제에게 납치되고 암흑계 가장 깊은 곳에 갇혀있었다. 손오공이 후예. 옥황상제랑 싸우다가 결국은 옥황상제를 지켜주고 사망한다.

#### 대지여신
- 소개: 땅을 다스리는 여신.

어릴 때의 모습은 소여신이다. 삼장이 후예이다. 암흑상제에게 육체를 되찾을 기회를 주었지만 후에 암흑상제에 의해 사망한다.

### 광명계 연합군

#### 아티스 (풍요의 대륙)
- 소개: 풍요의 대륙의 저항군의 대장군이자 광명계 연합군의 장군. 어머니는 불패전사이며 아티스와 함께 여행을 갔다가 검은마왕에게 살해당하고 아티스 혼자만 도망쳐 트라우마로 남아 흑룡의 악 에너지에 물들어 손오공을 공격한 적이 있다. 배고프면 먹는 게 손오공을 닮아 놀림 받은 적이 있다.

#### 카이 (풍요의 대륙)
- 소개: 풍요의 대륙의 저항군이며 아티스를 좋아한다. 손오공이 태극철권에게 적응하지 못하여 검은 마왕에게 위기를 맞을 때 손오공을 구해준다.

#### 리프 (차가운 대륙)
- 소개: 차가운 대륙의 대장군이자 광명계 연합군의 장군. 검은마왕과의 대결에서 한쪽 팔을 잃고 실종되었다. 천세(혼세)의 앞에 나타난다. 소밍의 아버지이다.

#### 소밍 (차가운 대륙)
- 소개: 리프의 딸. 아빠가 죽은 줄 알았지만 살아있는 걸 보고 기운을 내서 연합군을 초반에 도와주었다.

#### 모래공주,얼음왕비 (메마른 대륙)
- 소개: 메마른 대륙의 공주이자 차가운 대륙의 왕비. 잔혹마왕의 협박 때문에 차가운 대륙으로 시집을 갔다. 오라버니인 영생대왕이 있으며 자신이 대지여신의 후예라고 굳게 믿지만 삼장이란 것을 알아채고 마법천자문을 가져가 신기루 마법을 쓰지만 자신의 백성들까지 빨아버리고 손오공의 저지로 폭주를 멈추었다.

#### 미스터맵 (풍요의 대륙)
- 소개: 풍요의 대륙의 어딘가에 산다. 눈이 3개이며 천리안을 가지고 있다. 천세태자를 위해 시공간의 문에 들어가고 그 곳에 있던 시공의 나침반에서 '빛은 곧 어둠이며 어둠은 곧 빛이다'라는 뜻의 의미를 보게 된다. 하지만 무언가에 의해서 빨려들어간다.

#### 토트 (메마른 대륙)
- 소개: 메마른 대륙의 현자. 대지여신의 약속의 돌을 목숨과도 같게 여긴다.

#### 전갈전사 (메마른 대륙)
- 소개: 메마른 대륙의 전사들이다. 평소에는 모래 속에서 있다가 적이 오면 날 출(出) 마법을 써 공격한다.

#### 흑룡  (태극철권)
- 소개: 태극철권 안에 광명상제에 의해 봉인되었었다. 총 3마리가 있었고, 현재 1마리 밖에 남지 않았다.[11] 손오공과 내기에서 져 친구가 되어서 손오공을 인정하고 태극철권의 주인으로 각인시킨다. 현재 흑룡은 자유가 된 상태이다.

#### 석주괴물 (풍요의 대륙)
- 소개:타격을 받으면 커지는 특성이 있다.태극철권을 지키는 만큼 아주 강력하며,진동(震動)마법으로 깨뜨렸지만, 물을 흡수하여 다시 합체된다.채석(採石)마법으로 또 깨뜨렸지만 물로 살아난다. 그래서 건조(乾燥)마법과 고갈(枯渴), 제습(除濕)마법으로 석주괴물을 건조시킨 뒤,손오공이 주먹 권(拳)으로 깨트려버렸다.

#### 황금왕 (풍요의 대륙)
- 소개:황금을 아주 좋아한다.[12] 금괴(金塊) 마법으로 손오공 일행을 죽이게 할 뻔 했지만, 손오공이 금강석(金剛石) 마법으로 부숴버렸다. 그리고 손오공이 금고(金庫) 마법을 쓴 뒤, 아티스와 힘을 합쳐 금고에 넣었다.

암흑계에선 폭동을 일으켰지만 암흑상제에 의해 
저지되었다.

## 암흑계

### 암흑계의 신

#### 암흑상제
- 소개: 암흑계를 다스리고 어둠을 담당하고 있는 신, 마음이 없는자의 후손이다. 삼장의 몸을 지배하고 있었다. 하지만 현재는 몸을 되찾고 대지여신을 없앴다.

#### 암흑노야
- 소개: 암흑상제의 부하. 원래 아주 컸었지만 암흑상제의 힘이 불안정해져 자신의 짜리몽땅한 모습에 실망한다.

#### 암흑사자
- 소개: 암흑계의 모든 비밀을 알고 있는 사자며 암흑상제의 충신이다.

#### 오만군단장
- 소개: 암흑계의 힘으로는 3위. 암흑상제도 인정했다. 49권에서 조그만 애가 암흑노야임을 알고 암흑상제를 배신하려한다. 하지만 흑룡의 등장으로 불타 죽는다. 52권에선 악귀가 되어 흑룡을 공격하고 교만지왕을 죽인다.

#### 타락한 요정
- 소개: 오만군단장의 충신이자 어떤 독에도 당하지 않는 요정이며 타락했다. 하지만 결국 파수꾼에 의해 잡아먹힌다.

#### 암흑병사
- 소개: 전투에 참여하는 병사들이지만 힘은 강하다 느낌 정도는 아니지만 수로 밀어붙인다.

#### 검은마왕
- 소개: 암흑상제의 부하. 사실 마귀 마(魔)에 걸린 온화천왕이었다. 기억을 되찾곤 혼세에게 왕의 자리를 계승하고 사망하였다.

#### 교만지왕
- 광명상제의 부하였지만 배신을 하고 암흑상제의 편이 되어서 광명상제를 가두었다. 오만군단장에게 죽었다.

#### 잔혹마왕
- 암흑상제의 부하, 모래공주와 혼인하였다. 강해지기 위해 진화(進化)마법을 사용해 손오공과 싸웠지만 점점 약해져 가는 힘에 결국은 패하고 사망하였다.

## 같이 보기
- 마법천자문에 등장하는 장소 목록
- 마법천자문